# Федоткин, Владимир Николаевич
Влади́мир Никола́евич Федо́ткин (род. 25 июля 1947, Новогеоргиевка, Приморский край) — российский политический деятель. Депутат Государственной Думы пятого (2007—2011) и шестого созывов (2011—2016), член фракции КПРФ. Член Совета Федерации (1997—2001), председатель Рязанской областной думы II и III созывов (1997—2001, 2001—2005). Первый секретарь Рязанского обкома КПРФ.

## Биография
Родился 25 июля 1947 году в селе Новогеоргиевка Октябрьского района Приморского края. В 1971 году окончил Рязанский радиотехнический институт по специальности «инженер-электрик». Окончил аспирантуру Института экономики АН СССР. Доктор экономических наук, профессор.
В 1991 году — преподаватель в Рязанском институте развития образования, заведующий кафедрой экономики, доцент. В 1995 году избран членом Центрального комитета КПРФ, первый секретарь Рязанского обкома КПРФ.
В 1997 году избран депутатом Рязанской областной думы, став её председателем.
В 1997—2001 годах — член Совета Федерации, член комитета СФ по бюджету, налоговой политике, финансовому, валютному и таможенному регулированию, банковской деятельности.
В 2001 году избран депутатом Рязанской областной думы, снова став её председателем.
28 февраля 2004 года президент Владимир Путин подписал указ о награждении Федоткина Орденом Почёта, однако 1 марта тот отказался от награды.
В 2005 году избран депутатом, заместителем председателя Рязанской областной Думы IV созыва.
В 2007 году избран депутатом Государственной Думы V созыва по избирательному списку КПРФ.
В ноябре 2008 года вошёл в состав Центрального комитета КПРФ.
В 2011 году избран депутатом Государственной Думы VI созыва по избирательному списку КПРФ. Член фракции КПРФ, член комитета ГД по бюджету и налогам, член комиссии ГД по контролю за достоверностью сведений о доходах, об имуществе и обязательствах имущественного характера, представляемых депутатами ГД. По итогам 2013 года занял второе место среди депутатов фракции КПРФ по количеству выступлений в ГД.
В ходе выборов депутатов Государственной Думы VII созыва не был избран в состав ГД.
В 2017 году выдвигался КПРФ кандидатом в губернаторы Рязанской области, по итогам выборов занял 3 место.
Автор более 300 книг, статей и брошюр по экономике. Является главным редактором «Рязанской энциклопедии».
Академик Российской академии естественных наук.
Федоткин — противник членства России в ВТО («Зацепит ли Россию вторая волна кризиса»).

## Семья
Женат, две дочери.

## Интервью
- «Группы Путина и Медведева дерутся за государственные триллионы» — 24.01.2013